# Inverbervie
Inverbervie (chiamata colloquialmente "Bervie"; in gaelico scozzese: Inbhir Biorbhaidh o Inbhir Beirbhe; 2.000 ab. ca.), è una località sul Mare del Nord della costa nord-orientale della Scozia, situata a sud dell'estuario del fiume Bervie (da cui il nome) e facente parte dell'area amministrativa dell'Aberdeenshire (contea tradizionale: Kincardineshire).
La località, che possiede lo status di burgh, fu un attivo porto peschereccio per circa 500 anni, tra la prima metà del XIV secolo e la prima metà del XIX secolo.

## Geografia fisica

### Collocazione
Inverbervie si trova poco a circa metà strada tra Stonehaven e Montrose (rispettivamente a sud della prima e a nord della seconda) e poco ad est di Launcekirk, nonché a circa 40 km a sud di Aberdeen e a circa 75 km a nord di Dundee.

## Società

### Evoluzione demografica
Al censimento del 2001, Inverbervie contava una popolazione pari a 2.094 abitanti.

## Storia
Inverbervie iniziò a svilupparsi come un attivo porto peschereccio a partire dal 1341, ovvero da quando vi soggiornarono re Davide II e la regina Giovanna, i quali, durante il loro ritorno in Scozia dal loro esilio in Francia, che furono costretti a fermarsi qui a causa del cattivo tempo.  L'anno seguente il villaggio ottenne dal re anche lo status di burgh come ringraziamento per l'accoglienza ricevuta.
Nel 1787, fu costruito ad Inverbervie il primo mulino ad acqua per la produzione del lino della Scozia.
Nel 1819, fu ampliato - su progetto di Thomas Telford - il porto peschereccio, ma a partire dal 1830 divenne difficile l'accesso al villaggio a causa del parziale insabbiamento dell'estuario del fiume Bervie, cosicché l'attività si spostò nel vicino villaggio di Gourdon.

## Edifici e luoghi d'interesse
- croce di mercato in High Street (1737)[1]
- Jubilee Bridge (1935 con l'Hercules Linton Memorial[1][7]